# Enes Duštinac
Enes Duštinac (serbisch-kyrillisch Енес Душтинац; * 5. Februar 1992 in Novi Pazar) ist ein serbischer Volleyballspieler. Seit 2023 spielt er bei den WWK Volleys Herrsching.

## Karriere
Duštinac begann seine Karriere 2009 in seiner Heimatstadt bei OK Novi Pazar. Von 2011 bis 2013 spielte er bei OK Partizan Belgrad, bevor er für zwei weitere Jahre nach Novi Pazar zurückkehrte. 2015 wechselte der Mittelblocker zu Lausanne UC. Mit dem Schweizer Verein erreichte er 2015/16 die Endspiele im Pokal und der Meisterschaft und in der folgenden Saison wurde die Mannschaft Vierter der Liga. Danach ging Duštinac zum Ligakonkurrenten Chênois Genf. 2019/20 spielte er beim tschechischen Verein Black Volley Beskydy. Anschließend kehrte er in die Heimat zurück. 2021/22 war er bei Mladi Radnik Požarevac aktiv und in der folgenden Saison bei OK Metalac Takovo. 2023 wurde Duštinac vom deutschen Bundesligisten WWK Volleys Herrsching verpflichtet.